# Mert Çelik
Mert Çelik (Estambul, 10 de junio de 2000) es un futbolista turco, nacionalizado azerí, que juega en la demarcación de defensa para el Sivasspor de la TFF Primera División.

## Selección nacional
Tras jugar en las categorías inferiores de la selección, finalmente hizo su debut con la selección de Azerbaiyán el 25 de marzo de 2025 en un encuentro amistoso contra Bielorrusia que finalizó con un resultado de 0-2 a favor del combinado bielorruso tras los goles de Pavel Zabelin y Mikita Dzemchanka.

## Clubes
| Club                        | País       | Año       | Partidos | Goles |
| --------------------------- | ---------- | --------- | -------- | ----- |
| İstanbul Başakşehir FK      | Turquía    | 2019      | 1        | 0     |
| Kırşehir Futbol SK (cedido) | Turquía    | 2019-2020 | 3        | 1     |
| Neftçi PFK (cedido)         | Azerbaiyán | 2020-2023 | 52       | 2     |
| Bandırmaspor (cedido)       | Turquía    | 2023-2024 | 6        | 0     |
| Sabail FK                   | Azerbaiyán | 2024-2025 | 34       | 0     |
| Sivasspor                   | Turquía    | 2025-     |          |       |